# Burned at the Stake
Pour plus de détails, voir Fiche technique et Distribution.
Burned at the Stake est un film américain d'horreur réalisé par Bert I. Gordon, sorti en 1981.

## Fiche technique
- Titre original : Burned at the Stake
- Réalisation : Bert I. Gordon
- Scénario : Bert I. Gordon
- Pays d'origine :  États-Unis
- Langue originale : Anglais
- Genre : Horreur
- Durée : 88 minutes
- Date de sortie : 1981

## Distribution
- Susan Swift : Loreen Graham
- Albert Salmi : Captain Billingham
- Guy Stockwell :  Dr. Grossinger
- Tisha Sterling : Karen Graham
- Beverly Ross : Merlina